# Châtaignier de Celles-sur-Belle
Le Châtaignier de Celles-sur-Belle, connu localement sous le nom de « Talle à teurtous », c'est-à-dire « châtaignier à tout le monde » est un arbre remarquable, qui a reçu le prix du jury du concours de l'Arbre de l'année pour l'année 2021.
Une « talle », dans le parler saintongeais, désigne un châtaignier (Castanea sativa) greffé pour la production de fruits. Celui-ci a donné son nom au lieu où il se trouve dans le hameau de la Revêtizon.
Le tronc principal dont la circonférence dépasse les 7 mètres à une hauteur de 1,80 m est mort depuis plusieurs années ; mais deux drageons qui l'entourent lui ont redonné une nouvelle jeunesse. L'ensemble fait 11,65 m de circonférence à une hauteur de 1 m.